# Економія (столовий маєток)
Економії, столові маєтки (пол. dobra królewskie, dobrami stołu królewskiego) — частина коронних земель (королівщина), відокремлених у 1589—1590 роках, призначених виключно для задоволення потреб короля та придворної скарбниці.
У 16 столітті в межах Корони утворився поділ між королівською скарбницею (придворною скарбницею) та державною скарбницею.
Весь дохід від економій (dóbr stołowych) надходив у придворну скарбницю для потреб короля. На той час утворилося 9 економій з 21 містом та 312 селами, що приносило близько 60 тис. злотих щорічно. Крім того, економії отримували доходи від соляних шахт у Величці, палі з Гданська та Ельблонга, доходи від митниці та монетного двору та частину доходів від королівщин.
Роздавати економії було заборонено, але такі королі, як Владислав IV Ваза, іноді нехтували заборонами.
З 1563 року частина доходу з королівщини (чверть, або 1/4) йшла до скарбниці Польщі, щоб утримувати кварцяну армію.
Були засновані такі столові маєтки (економії): Берестейська, Гродненська, Кам'янецька, Кобринська, Могильовська, Шавельська.
Економії В Російській Імперії були створені землевласником Петром Кочубеєм у власних населених пунтах Згурівці, Аркадієвці, Софіївці та Петроваснику, які почали діяти з 1861 року після відміни кріпосного права. Кочубей скористався науковим підходом до раціонального господарювання і свої маєтки в остислі терміни перетворив на прибуткові комерційні підприємства: вклав гроші в техніку, щоб компенсувати втрату безоплатної кріпацької праці, та найняв допоміжну робочу силу для успіху нових аграрних ініціатив. За його методом господарювання пізніше були створені Петрівська і Середівська та інші економії. 